# Апанасково
Апанасково — деревня в Опочецком районе Псковской области России. Входит в состав Звонской волости.
Расположена у правого берега реки Великая, в 8 км к югу от центра города Опочка.
Численность населения по состоянию на 2000 год составляла 10 человек, на 2012 год — 3 человека.
До 2005 года деревня входила в состав ныне упразднённой Краснооктябрьской волости с центром в д. Балахи.